# Беккер, Артур
Артур Беккер (нем. Artur Becker; 12 мая 1905 — 16 мая 1938) — икона немецкого коммунистического движения в ГДР, антифашист, член исполкома и председатель Коммунистического союза молодежи Германии, в ходе войны в Испании боец интербригад, комиссар батальона имени Э. Тельмана.

## Биография
Родился в Ремшайде, после окончания начальной школы учился на слесаря и токаря. В 1920 году будучи ещё 15-летним подростком вступил в Коммунистический Союз молодежи Германии (KJVD), и в 1922 году Коммунистическую партию Германии (КПГ).
В 1923 году во время оккупации Рурской области был активным участником сопротивления.
Начиная с 1926 года начал действовать как политик: сначала в качестве главы Коммунистической молодежи Рейнской провинции, с 1928 года в качестве члена Исполнительного комитета, а с 1931 по 1932 гг. — председателя центрального комитета Коммунистического Союза молодежи Германии (KJVD).
В 1930 году был кандидатом от КПГ в Рейхстаг, участвовал в парламентских выборах в ноябре 1932 года, и был избран от 23 избирательного округа (западная часть Дюссельдорфа) на выборах в марте 1933 года, но с запрещением в июле 1933 года нацистами всех партий кроме НСДАП принять участие в работе парламента не мог.
В 1933 году, как политический противник национал-социалистов, был вынужден бежать в Москву.
Участник войны в Испании. В боях с августа 1937 года, с весны 1938 года — комиссар в Батальоне им. Тельмана в составе Интернациональных бригад.
В апреле 1938 года получил тяжёлое ранение и попал в плен. 16 мая 1938 года, после нескольких недель допросов, был застрелен в тюрьме города Бургос.

## В культуре, память
После победы над национал-социализмом имя Артура Беккера стало широко известно в ГДР.
Его именем назывались улицы, школы и промышленные предприятия. Союз свободной немецкой молодёжи ГДР в 1960 году учредил высшую свою награду — Медаль «Артур Беккер». Общество спорта и техники назвало в его честь учебное судно. В 1960-х годах на верфях ГДР была построена серия из 23 траулеров типа «Артур Беккер».
Изображён на почтовой марке ГДР 1966 года в серии «Немецкие герои освободительной антифашистской войны испанского народа (1936—1939)» (Михель 1201, Скотт B140).
В 1971 году в ГДР режиссёром Руди Курцем был снят трёхсерийный телефильм «Артур Беккер», показанный по первой программе ЦТ СССР в октябре 1972 года.
После развала ГДР объекты названные в честь Артура Беккера в большинстве своём были переименованы. Так, например, улица Артур-Беккер-штрассе в районе Берлина Пренцлауэр-Берг в 1995 году получила название Винрих-Книпроде-штрассе в честь рыцаря Тевтонского ордека Винриха фон Книпроде. Однако всё ещё носит имя Беккера школа в городе Делич, улицы его имени есть в немецких городах Фюрстенвальде, Росток, Нойруппин, Шпремберг, Штраусберг.
Имя Артура Беккера увековечено на Памятнике 96-ти депутатам Рейхстага, убитым нацистами, расположенном в Берлине на площади Республики перед Рейхстагом.